# Media truncada
Se denomina media truncada a una medida de tendencia central estadística, similar a un promedio y una mediana. Para el cálculo del promedio en este caso previamente se descartan porciones de la distribución de probabilidad o muestra en el extremo inferior y superior, típicamente se descarta igual cantidad en ambos extremos.
Para la mayoría de los usos en estadística se elimina entre el 5 al 25% de los elementos de la muestra en los extremos. En algunas regiones de Europa Central a veces se lo denomina promedio Windsor, pero no se debe confundir este nombre con un promedio Winsorizado: en este último, las observaciones que han sido descartadas son reemplazadas por el más grande o el más pequeño de los valores que restan.

## Notación
El índice de la media es una indicación del porcentaje de datos eliminados en ambos extremos. Por ejemplo, si se fuera a truncar en un 12,5% una muestra con 8 datos al calcular la media truncada, se deben descartar el valor más pequeño y el más grande de la muestra.

## Interpolación
Cuando se debe determinar la media truncada de una muestra, pero no es posible hacerlo en forma precisa, lo mejor es calcular las dos medias truncadas más próximas, y luego interpolar (por lo general en forma lineal). Por ejemplo, si se debe calcular la media truncada al 15% de una muestra conteniendo diez elementos, primero se calcula la media truncada al 10% (eliminando un elemento en cada extremo de la muestra), luego se calcula la media truncada al 20% (eliminando dos datos en cada extremo), y finalmente se interpola para calcular la media truncada al 15%.

## Ventajas
La media truncada es un estimador útil porque es menos sensible a valores atípicos que el promedio y aun así da un razonable estimador de la tendencia central o promedio para numerosos modelos estadísticos. En este sentido es reconocido por ser un estimador robusto.
Un caso en el cual puede ser ventajoso utilizar la media truncada es al estimar el parámetro de ubicación de una distribución de Cauchy, una distribución de probabilidad con forma de campana con colas más prominente que las de la distribución normal. Es posible demostrar que la media truncada de la muestra truncada al 24% (es decir, truncando la muestra al 38%) produce un estimador del parámetro de ubicación de la población que es más eficiente que utilizar la mediana de la muestra o el promedio de toda la muestra. Sin embargo, a causa de las colas gruesas de la distribución de Cauchy, la eficiencia del estimador decrece ya que una mayor cantidad de la muestra es utilizada para realizar la estimación.  Es de destacar que en el caso de la distribución de Cauchy, ni la media truncada, ni el promedio de toda la muestra o la media de la muestra constituyen un estimador de máxima verosimilitud, ni tampoco es ninguno de ellos eficiente de forma asintótica como estimador de máxima verosimilitud; sin embargo, dado que el estimador de máxima verosimilitud es difícil de calcular, con lo cual la media truncada es una alternativa útil.

## Desventajas
La media truncada utiliza más información de la distribución o muestra que la mediana, por lo que a menos que la distribución subyacente sea simétrica, la media truncada de una muestra es poco probable que permita obtener un estimador no sesgado de la media o de la mediana.

## Ejemplos
Los métodos de otorgar puntaje en numerosos deportes que son evaluados por un panel de jueces utilizan una media truncada: se descartan el valor más bajo y el valor más alto; y se calcula el puntaje promedio utilizando las otras puntuaciones. El promedio intercuartil es otro ejemplo en el que se descartan el 25% inferior y el 25% superior de los puntos, y se calcula el promedio del resto de los puntajes.